# Stutz Blackhawk III
Der Stutz Blackhawk III ist ein Oberklasse-Coupé, das der US-amerikanische Automobilhersteller Stutz Motor Car of America ab 1973 vertrieb. Von 1974 bis 1979 entstanden technisch und äußerlich gleiche Fahrzeuge, die die Bezeichnungen Blackhawk IV bis Blackhawk VII trugen. Alle Varianten zusammengenommen, bilden die dritte Serie der Stutz-Blackhawk-Baureihe. Das von Virgil Exner gestaltete Fahrzeug, das in den USA als Revival Car bezeichnet wird, ist ein frühes Beispiel für Retrodesign im Automobilbereich. Der Aufbau des Blackhawk wurde in Handarbeit in Italien gefertigt, die Technik hingegen stammte von amerikanischen Großserienfahrzeugen. Jährlich entstanden zwischen 50 und 70 Fahrzeuge. Die meisten von ihnen wurden in den USA und in den arabischen Staaten verkauft. In Europa hatte das Auto wegen seines Aufsehen erregenden Äußeren vielfach einen zweifelhaften Ruf. Nur wenige Fahrzeuge gelangten nach Europa. Zu den deutschen Käufern eines Stutz gehörte der Schauspieler Curd Jürgens.

## Hintergrund

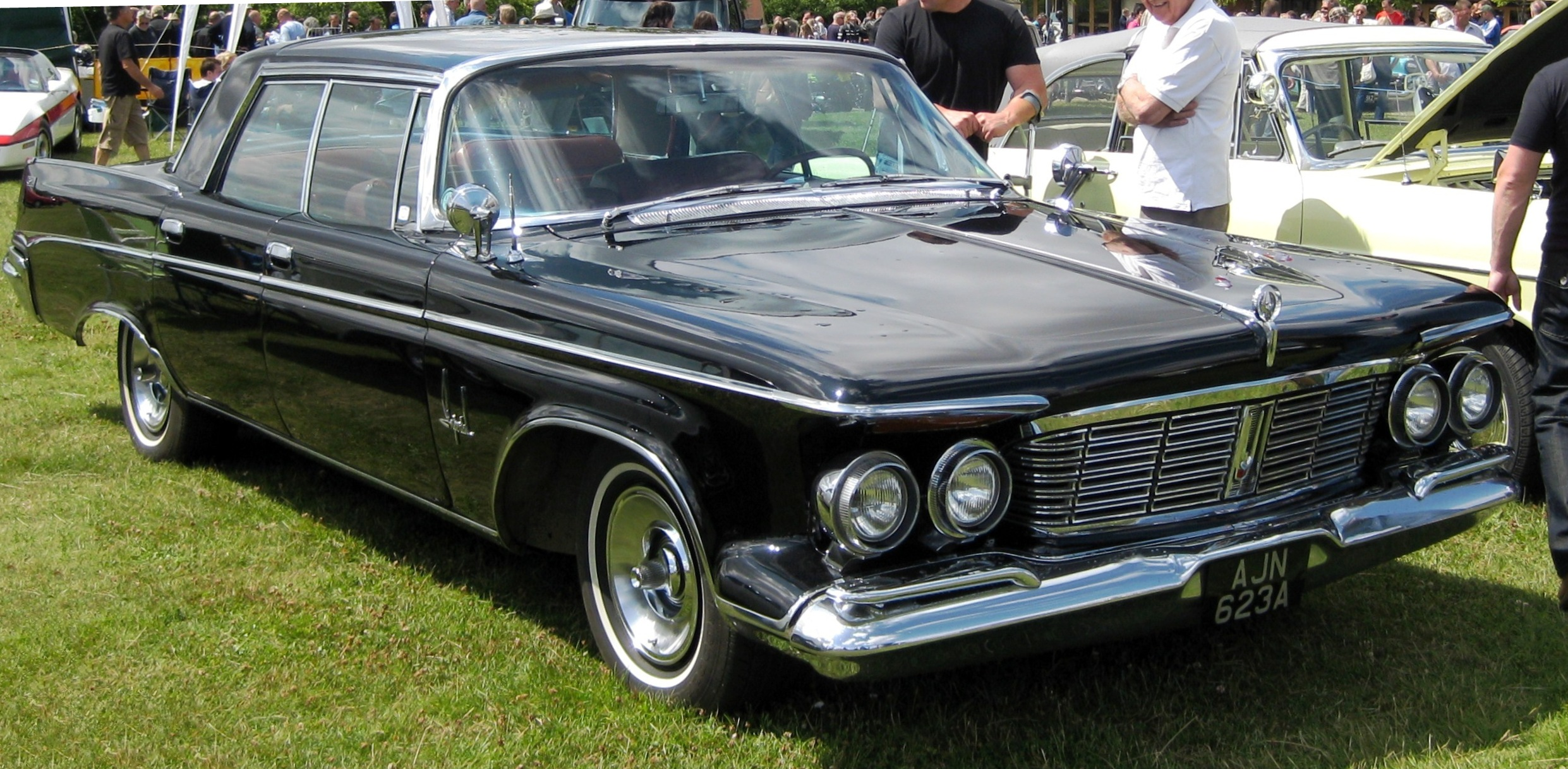
Stilistischer Vorgänger des Blackhawk: Virgil Exners Imperial der Modelljahre 1961 bis 1963

Stutz war ein in Indianapolis ansässiger Sport- und Luxusfahrzeughersteller, der von 1898 bis 1938 existierte. Das zu den „legendären amerikanischen Vollblutmarken der Vorkriegszeit“ gehörende Unternehmen konkurrierte zeitweise mit Duesenberg. Nach wirtschaftlichen Schwierigkeiten stellte Stutz 1932 die Sportwagenproduktion ein.
Die Idee, die Marke Stutz 30 Jahre nach ihrer Einstellung wiederzubeleben, geht auf den amerikanischen Automobildesigner Virgil Exner zurück. Exner hatte in den 1950er-Jahren zahlreiche Modelle des Chrysler-Konzerns gestaltet, die teilweise stilistisch fortschrittlich waren (vgl. etwa den Forward Look ab 1955). Abweichend davon gab er dem 1961er Jahrgang von Chryslers Luxusmarke Imperial einige aus seiner Sicht klassische Stilelemente. Zu ihnen gehörten frei stehende Frontscheinwerfer und stilisierte Kotflügel. Die Modelle waren kein Erfolg. Exner verließ den Chrysler-Konzern im Jahr 1961 und arbeitete seitdem als freier Designer. Hier verfolgte er die Idee weiter, Merkmale klassischen Automobildesigns an zeitgenössische Fahrzeuge anzupassen. Unter der Bezeichnung Revival Cars entwarf er einige klassisch inspirierte Karosserien, die er verschiedenen Marken der Vorkriegszeit zuordnete. Unter ihnen waren Bugatti, Duesenberg, Mercer, Packard und Pierce-Arrow. Die Ideen kamen zumeist nicht über das Stadium von Zeichnungen hinaus. Ausnahmen waren der Bugatti-Entwurf, den die Carrozzeria Ghia 1965 auf einem Fahrgestell des Type 101 verwirklichte, und der Entwurf für eine viertürige Duesenberg-Limousine, die 1966 als Duesenberg Model D in einem Einzelstück entstand. Der Versuch, das Modell D in Serie produzieren zu lassen, scheiterte an der Finanzierung.
1968 überzeugte Exner den New Yorker Bankier James O’Donnell (* 26. März 1914; † 12. Januar 1997) von der Tragfähigkeit seines Revival-Car-Konzepts. O’Donnell gründete 1968 die Stutz Motor Car of America, die ein von Exner gestaltetes Coupé vermarkten sollte. Um den technischen und wirtschaftlichen Aufwand gering zu halten, griff das Unternehmen auf Großserientechnik von General Motors zurück; die Karosserie wurde in Italien von Hand hergestellt.
Die Serienproduktion begann 1970. Das Modell erhielt die Bezeichnung Blackhawk; diesen Begriff hatte Stutz bereits in den 1920er-Jahren verwendet. Die erste Baureihe entstand von 1970 bis 1971 (Blackhawk I), die zweite (Blackhawk II) 1972. 1973 wurde die dritte Serie aufgelegt; sie wurde mit geringfügigen Änderungen bis 1979 produziert. Im ersten Baujahr der dritten Serie hieß das Fahrzeug Blackhawk III. In den folgenden Jahren änderte sich der Nummernzusatz fortlaufend bis zum Blackhawk VII von 1979. Damit waren allerdings keine Änderungen in technischer oder stilistischer Hinsicht verbunden. Lediglich die Motorleistung änderte sich in Abhängigkeit von den jeweiligen Abgasbestimmungen, und von Jahr zu Jahr wurden andere Heckleuchten verwendet.
Ab 1980 gab es die vierte, als Blackhawk VIII bezeichnete Serie. Alle Baureihen trugen vergleichbare Designelemente; Unterschiede ergaben sich vor allem durch die notwendigen Anpassungen des Exner-Entwurfs an das jeweilige Basisfahrzeug.

## Das Fahrzeug im Einzelnen

### Technik

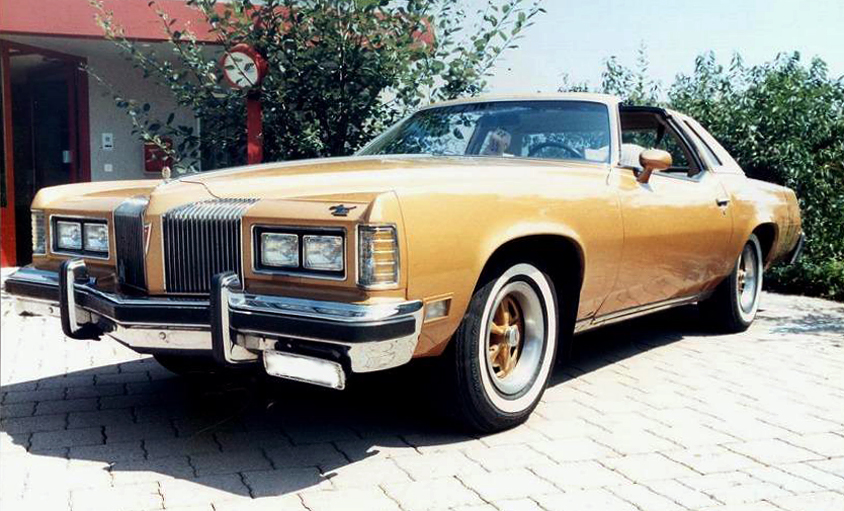
Basisfahrzeug: Pontiac Grand Prix

In technischer Hinsicht basiert der Stutz Blackhawk auf dem Pontiac Grand Prix der dritten Serie, einem General-Motors-Coupé der oberen Mittelklasse, das in dieser Form im Spätsommer 1972 eingeführt und bis zum Sommer 1977 produziert wurde. Ab dem Modelljahr 1978 reduzierte General Motors die Dimensionen des Grand Prix erheblich. Stutz ging diesen Weg nicht mit. Bis Ende 1979, mehr als zwei Jahre über die Produktionseinstellung der dritten Grand-Prix-Generation hinaus, blieben diese Wagen die technische Basis für die Stutz-Coupés. Ermöglicht wurde das durch James O’Donnells Entscheidung, eine Reihe von Grand-Prix-Modellen der dritten Serie auf Vorrat zu kaufen.
Stutz übernahm von dem Grand Prix das Fahrwerk einschließlich des Hilfsrahmens. Die Aufhängung, die Federung und die Bremsen wurden nicht modifiziert. Auch den Radstand behielt man bei. Gleiches gilt für die Grundstruktur der Karosserie, die Front- und Heckscheibe sowie die Elektrik. Einige Anbauteile wie etwa die Türgriffe wurden von italienischen Großserienfahrzeugen, z. B. dem Alfa Romeo Giulia GT, übernommen.
Der Blackhawk III wurde serienmäßig von einem 7,5 Liter großen Achtzylindermotor von General Motors angetrieben, dessen Leistung in Abhängigkeit von den US-amerikanischen Abgasbestimmungen von Jahr zu Jahr variierte. Im Modelljahr 1979 wurde die Leistung mit 200 PS angegeben. In diesem Jahr war der Stutz der Pkw mit dem hubraumstärksten Motor. Eine amerikanische Quelle berichtet, dass abweichend davon auch einzelne Exemplare mit einem 8,2 Liter großen Cadillac-Motor ausgerüstet wurden. Diese Triebwerke waren nicht leistungsstärker als die 7,5-Liter-Versionen, hatten aber ein höheres Drehmoment.
Dass keine Änderungen an den technischen Komponenten des Basisfahrzeugen vorgenommen wurden, machte sich wiederholt nachteilig bemerkbar. So notierte beispielsweise die Zeitschrift auto motor und sport, dass die im Vergleich zum Basisfahrzeug verkleinerten Kühleröffnungen schnell zu hohen thermischen Belastungen führten, die im Stadtverkehr erhebliche Probleme mit sich bringen konnten. Als weiteres Beispiel wurden die Tür- und Haubenscharniere genannt, die unverändert von GM übernommen wurden und angeblich zu schwach für die schwereren Stutz-Komponenten waren, sodass geöffnete Türen schnell schief hingen.

### Design

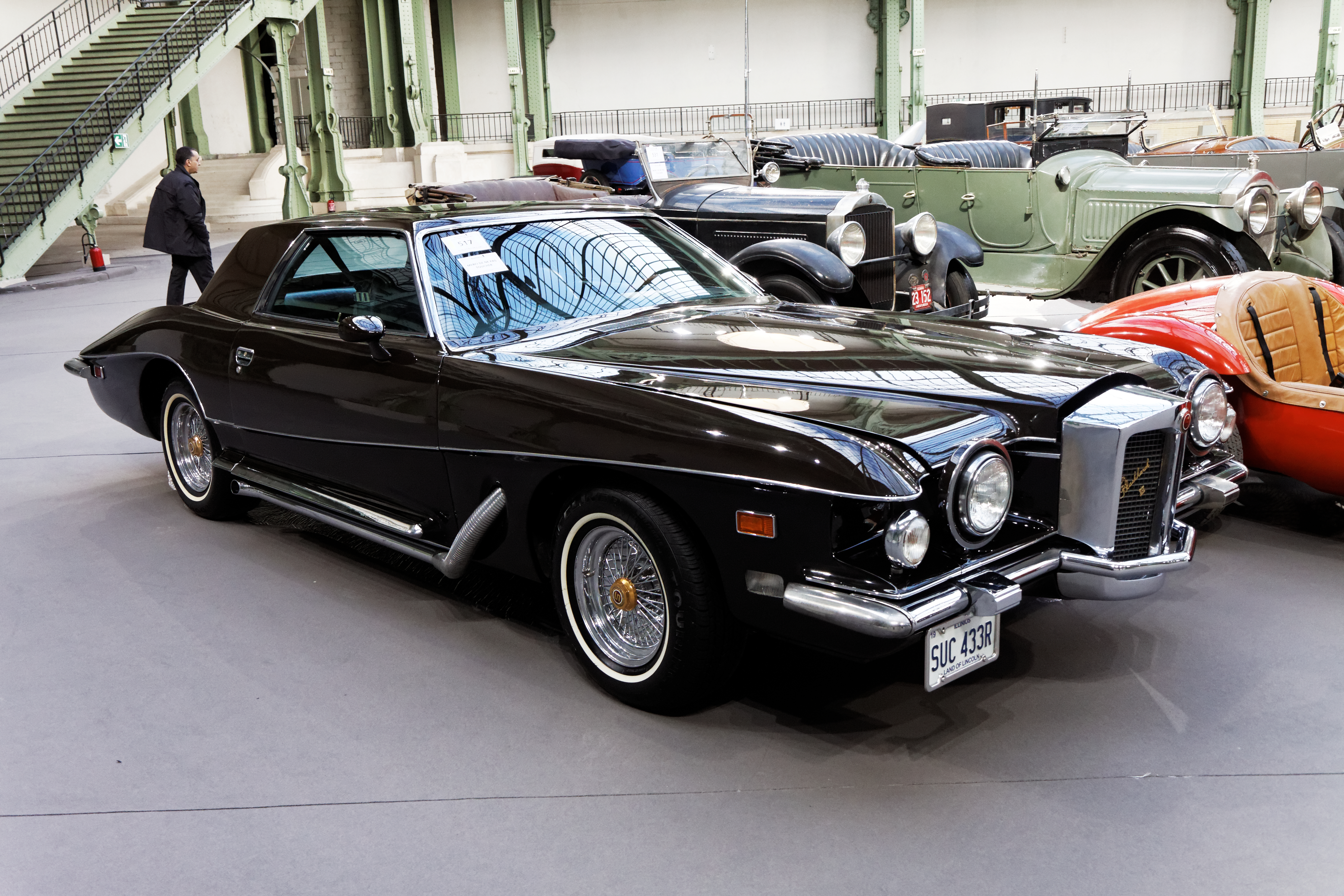
„Phallussymbol“: Hervortretender Kühlergrill

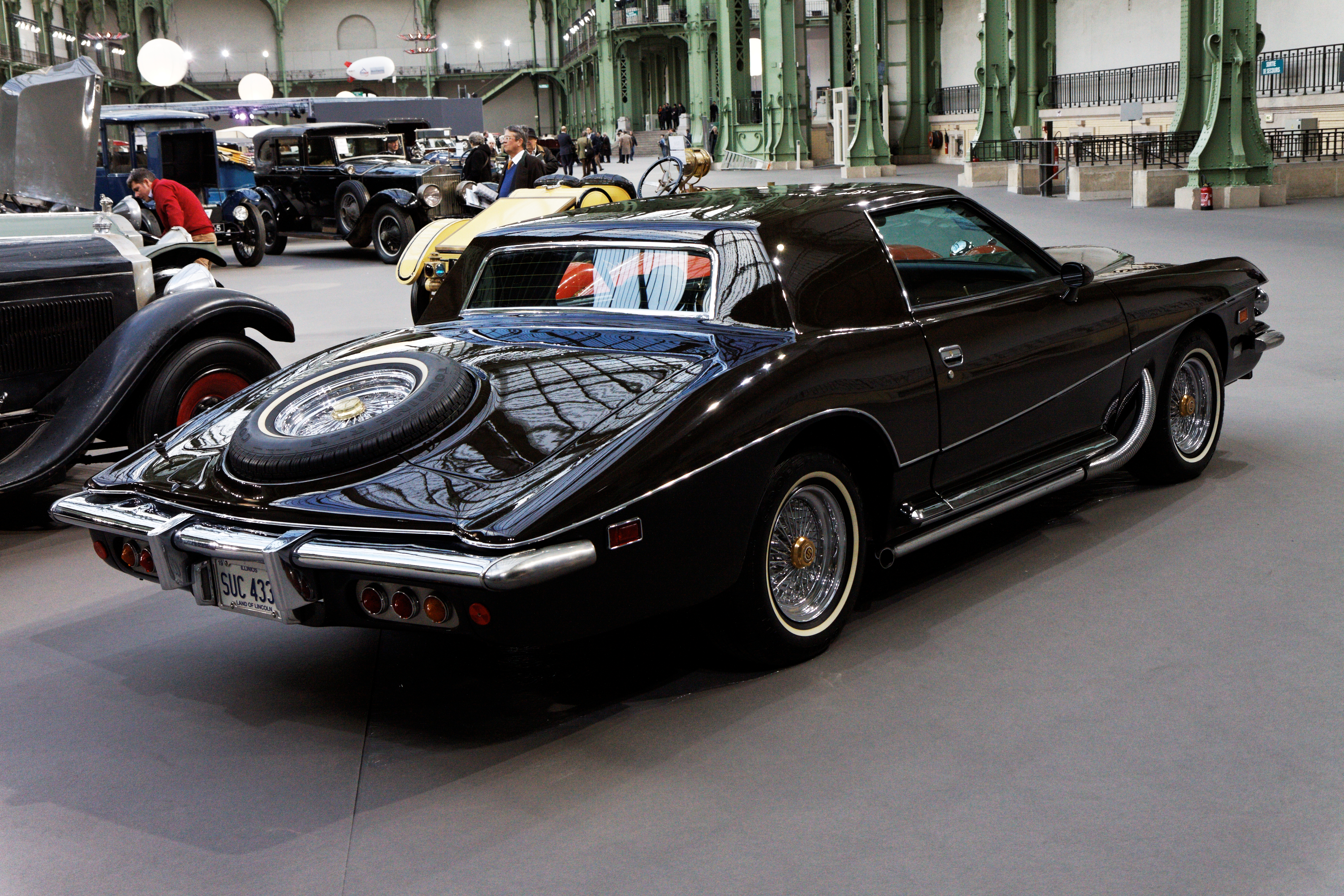
Heckpartie des Blackhawk III

Die Karosserie des Blackhawk III hatte – abgesehen von den Dimensionen und dem grundsätzlichen Layout des Aufbaus – keinen äußerlichen Bezug zu der des Pontiac Grand Prix. Im Grunde war es ein zweitüriges Coupé mit langer Motorhaube und knapp geschnittener Fahrgastzelle.
Zahlreiche Designdetails erinnerten an klassische Gestaltungsmerkmale von Fahrzeugen aus der Zeit vor dem Zweiten Weltkrieg. Zu ihnen gehörten:
- geschwungene Chromleisten an den Wagenflanken, die die Linien von frei stehenden Kotflügeln imitierten
- angedeutete, aber nicht funktionsfähige Trittbretter unterhalb der Türen
- eine lange, exponiert geformte Motorhaube, sog. Knudsen-Nase
- ein großer, über die Stoßstangenlinie hinausragender Kühlergrill, in dem die Linien der Motorhaube mündeten und den Virgil Exner laut O’Donnell als Phallus-Symbol verstanden wissen wollte
- frei stehende Frontscheinwerfer, die durch Aussparungen links und rechts des Kühlergrills ermöglicht wurden
- imitierte Sidepipes, also Auspuffrohre, die hinter den Vorderreifen aus den Kotflügeln austraten und unter den Türen nach hinten verliefen und
- ein frei sichtbares Reserverad, das zum Teil in den Kofferraum eingelassen war.

Ein besonderes Charakteristikum der dritten Stutz-Serie war ein stark abfallendes Heck, das in einer hoch angesetzten Stoßstange mündete; die Rückleuchten waren (wie bei dem Blackhawk der ersten Serie) unterhalb der Stoßstange angebracht. Über die Jahre gab es eine Reihe kleinerer technischer Änderungen, die beispielsweise die Positionierung des Tankeinfüllstutzens betrafen. Auch die Rückleuchten wurden wiederholt geändert: In einem Jahr kamen sie vom Chevrolet Vega, in einem anderen von dessen Klon Pontiac Astre, und manchmal waren es runde Rückleuchten aus dem Zubehörhandel.
Der Innenraum war hochwertig ausgestattet: britisches Connolly-Leder, handgeknüpfte Teppiche und Wurzelholz aus Italien. Die Einfassung der Instrumente und die Schalter und Hebel waren mit Blattgold belegt.

### Dimensionen, Fahrleistungen
Der Blackhawk III war ein sehr großes und schweres Auto. Das Leergewicht der Coupés wurde mit 2400 kg angegeben, etwa 400 kg mehr als das Gewicht des Basisfahrzeugs. Zusatzausstattungen wie etwa eine Minibar konnten das Leergewicht um weitere 200 kg anheben. Durch die vorderen und hinteren Überhänge belief sich die Länge des Wagens auf nahezu 5800 Millimeter; er übertraf den Grand Prix damit um 250 mm.
Das Werk gab eine Höchstgeschwindigkeit von 200 km/h und einen Wert von 12,5 Sekunden für die Beschleunigung von 0 auf 96 km/h an. Der Durchschnittsverbrauch wurde mit 8 Miles per Gallon angegeben, was etwa 30 Litern auf 100 km entspricht.

## Produktion
Der Blackhawk III wurde in Italien aufgebaut. Nachdem 1970 die ersten Exemplare der ersten Serie noch bei Officine Padane hergestellt worden waren, übernahm ab 1971 die Carrozzeria Saturn in Cavallermaggiore im Piemont die Herstellung der Blackhawks. O’Donnell hatte diese Werkstatt eigens für seine Autos eingerichtet.
Stutz erhielt von General Motors fertige Basisfahrzeuge, die per Schiff nach Italien geliefert wurden. Dort stellten etwa 10 italienische Spengler in Handarbeit die neuen Karosserieteile her und passten sie den von ihrer Serienkarosserie befreiten Basisfahrzeugen an. Auch die Innenausstattung wurde in Italien hergestellt, schließlich erfolgte hier auch die Lackierung, die aus 20 Lackschichten bestand.

## Preis
Der Stutz Blackhawk III war ein sehr teures Fahrzeug. Sein Verkaufspreis wurde im Modelljahr 1973 mit 40.000 US-$ und 1979 mit 70.000 US-$ angegeben. Ein serienmäßiger Pontiac Grand Prix, das Basisfahrzeug, kostete 1976 4.900 US-$, ein Cadillac Seville, das teuerste Serienfahrzeug von General Motors, lag 1979 bei 14.020 US-$.

## Verbreitung
Der Stutz Blackhawk der dritten Serie war das erfolgreichste Einzelmodell der Marke. Zwischen 1973 und 1979 entstanden mehr als 300 Fahrzeuge; sie sind auch heute noch die am besten verfügbaren Modelle.
Einige Fahrzeuge wurden auch in Europa verkauft. In Deutschland übernahm Auto Becker den Vertrieb.
Viele Fahrzeuge wurden an bekannte Persönlichkeiten aus dem Showbusiness verkauft. Zu den Haltern eines Blackhawk III gehörten Elvis Presley, Wayne Newton, Lucille Ball, Robert Goulet, Elton John, Curd Jürgens, Kenny Rogers, Ricardo Montalbán, Liberace und Evel Knievel.

## Fahrberichte und Rezeption
Es gibt wenige zeitgenössische Fahrberichte über die dritte Serie des Blackhawk. Die europäische Presse ging zurückhaltend, teilweise auch abschätzig mit dem Blackhawk III um. In Deutschland wurde das Auto in seiner Produktionszeit als „einer der teuersten Scherze der Welt“ bezeichnet. Das änderte sich auch bei nachträglicher Betrachtung nicht. Ein britisches Fachmagazin erklärte im Jahr 2003:
„Wer um das Jahr 1980 herum ein auffälliges Luxusauto fahren wollte, mußte je nach Geschmack auf einen Rolls-Royce Camargue oder einen Aston Martin Lagonda zurückgreifen – oder, falls man ein erfolgreicher Pornostar ist, auf einen Stutz Blackhawk.“
Ein Fahrbericht von auto motor und sport aus dem Frühjahr 2000, der ein in Berlin stationiertes Coupé zum Gegenstand hat, bemängelt in erster Linie das Fahrverhalten:
„Der Stutz bewegt sich durch den dichten Stadtverkehr wie ein alter Starrachsen-Pontiac, dessen Kofferraum zur Komfortverbesserung mit Beton ausgegossen wurde: weich wie Lenor-Wäsche, schaukelnd wie ein Karussellpferd, agil wie ein Öltanker.“

## Varianten

### Cabriolets
Der Blackhawk der dritten Serie ist Grundlage für zwei Cabriolet-Versionen:
- Mindestens zwei Coupés wurden nach Fertigstellung im Kundenauftrag von Fremdbetrieben zu Cabriolets umgewandelt. Sie waren Vollcabrios, trugen also keinen Überrollbügel. Eines der Fahrzeuge baute der kalifornische Spezialbetrieb American Custom Coachworks 1974 im Auftrag von Elvis Presley zu einem Cabriolet um.[16] Drei Jahre später entstand auf Privatinitiative ein weiteres, sehr ähnliches Fahrzeug, das die Bezeichnung D’Italia erhielt. Es wurde an Evel Knievel geliefert.[17]
- In einer Serie von etwa 30 Exemplaren entstand ab 1978 ein Cabriolet mit Überrollbügel, das die Bezeichnung Bearcat erhielt. Diese Modelle wurden werksseitig von Stutz angeboten.[18]

### Limousinen und Repräsentationsfahrzeuge

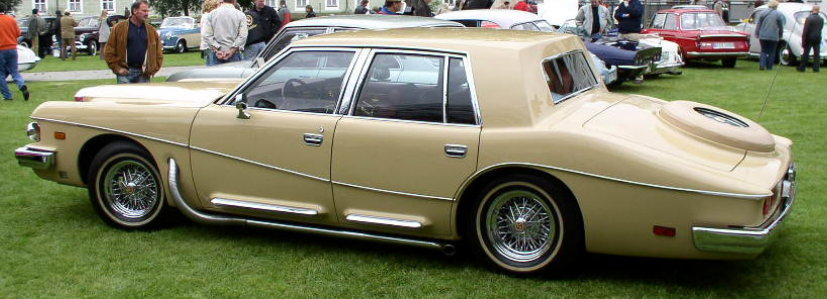
Mit Stilelementen des Blackhawk III, aber eigenständiger Technik: Stutz IV-Porte

Ab 1978 bot Stutz eine viertürige Limousine mit der an den Maserati Quattroporte erinnernden Bezeichnung IV Porte an. Das von Paolo Martin gestaltete Modell hat technisch nichts mit dem Blackhawk zu tun. Es trägt manche seiner Design-Elemente, basiert aber auf dem Oldsmobile 88 von 1977. Davon abgeleitet waren die Repräsentationslimousinen Stutz Diplomatica und der 7,5 m lange Stutz Royale.